# アンブロワーズ・オヨンゴ
アンブロワーズ・オヨンゴ・ビトーロ（Ambroise Oyongo Bitolo 、1991年6月22日 - ）は、カメルーン・ンディキニメキ出身のプロサッカー選手。カメルーン代表。パリ13アトレティコ所属。ポジションは、ディフェンダー。

## クラブ経歴
カメルーンのコトンスポール・ガルアでプロキャリアをスタート。2014年1月、ニューヨーク・レッドブルズのトライアルに参加。3月に正式契約を結んだ。
2015年1月27日、フェリペとのトレードでチームメイトのエリック・アレクサンダーと共にモントリオール・インパクトに移籍。
2017年12月、モンペリエHSCに移籍。2021年2月22日、ロシア・プレミアリーグのFCクラスノダールに2021-22シーズン終了までの契約で期限付き移籍。

## 代表歴
ユース年代からカメルーン代表に選出されており、2011 FIFA U-20ワールドカップ等に参加した。
2013年7月28日、スタッド・アマド・アイジョで開催されたサッカーガボン代表との試合でA代表初キャップ。アフリカネイションズカップ2015のマリ戦で初ゴール。

### ゴール[6]
| #  | 開催日        | 会場   | 対戦国 | スコア | 結果 | 試合概要                       |
| -- | ------------- | ------ | ------ | ------ | ---- | ------------------------------ |
| 1. | 2015年1月20日 | マラボ | マリ   | 1–1    | 1–1  | アフリカネイションズカップ2015 |

## タイトル
コトンスポール・ガルア
- カメルーン・プレミア・ディビジョン : 2010, 2011, 2013
- Cameroon Cup : 2011

カメルーン代表
- アフリカネイションズカップ: 1回: 2017[7]